# 7213 Conae
7213 Conae è un asteroide della fascia principale. Scoperto nel 1967, presenta un'orbita caratterizzata da un semiasse maggiore pari a 2,5487417 UA e da un'eccentricità di 0,2526649, inclinata di 3,03579° rispetto all'eclittica.
L'asteroide è dedicato all'ente argentino per le attività spaziali, Comisión Nacional de Actividades Espaciales.